# 田野倉駅

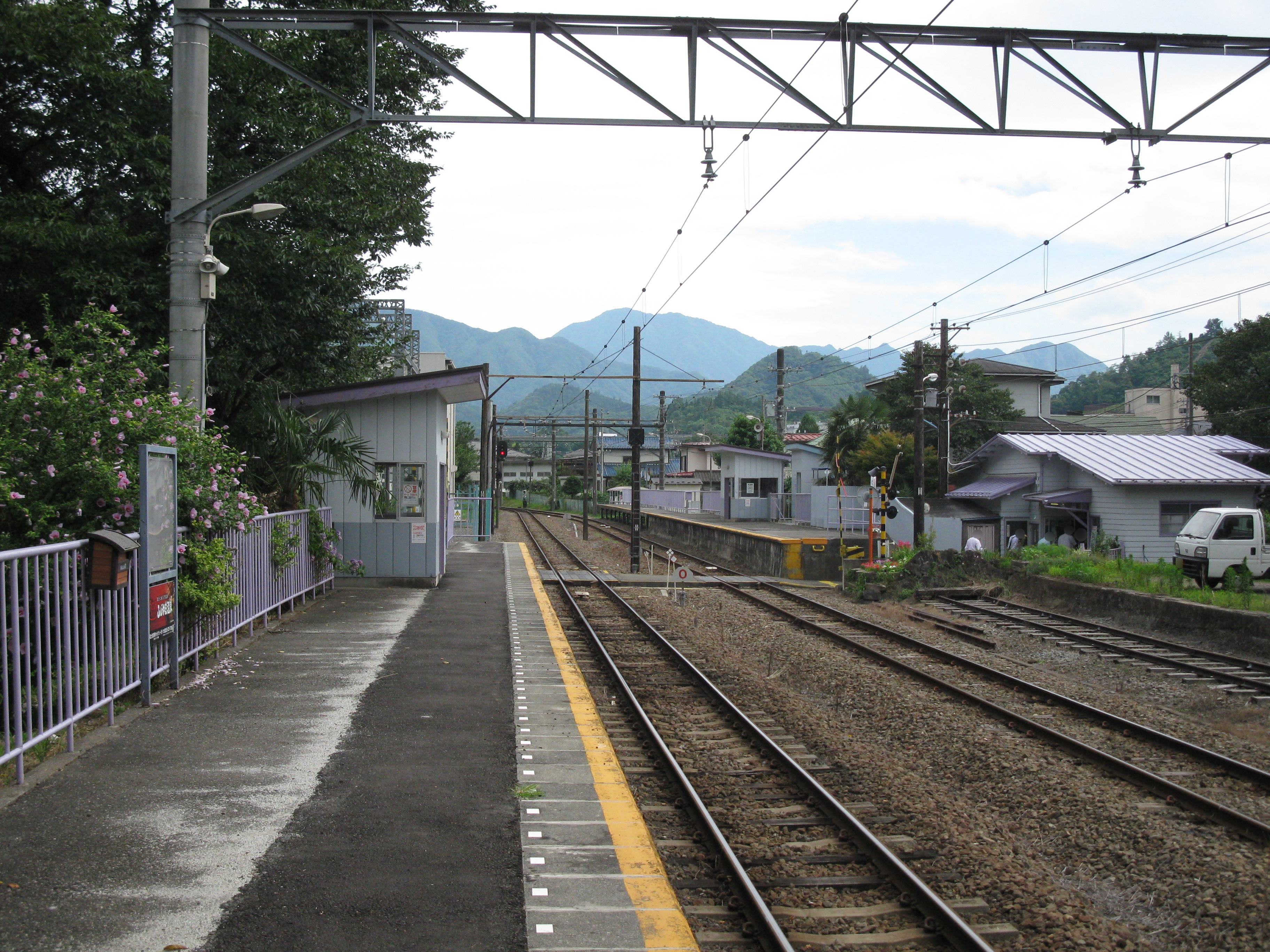
ホーム（2009年7月）

田野倉駅（たのくらえき）は、山梨県都留市田野倉にある富士山麓電気鉄道富士急行線の駅である。駅番号はFJ03。

## 歴史
- 1929年（昭和4年）6月19日：開業。
- 1973年（昭和48年）2月：委託化。
- 2010年（平成22年）度：自動列車停止装置（ATS）を設置[1]。
- 2015年（平成27年）3月14日：ICカード「Suica」の利用が可能となる[2]。
- 2022年（令和4年）4月1日：富士急行の鉄道事業分割に伴い、富士山麓電気鉄道の駅となる[3]。

## 駅構造
相対式ホーム2面2線を有する地上駅。2本のホームは互い違いに設置され、駅舎方の1番線ホームが河口湖寄りに、駅舎から遠い方の2番線ホームが大月寄りにある。1番線ホームへは駅舎から直接のびるスロープで行くことが可能であるが、2番線ホームへは警報機・遮断機つきの構内踏切を使用する。各ホームには一つずつ小さな待合所が設置されている。
側線を1本持ち、構内の大月方から分岐している。側線は河口湖方面へ進み、駅舎の脇で途切れているが、これに接して、貨物用のホームが残っている。構内にはその他、河口湖方面ホームの河口湖方の脇に、富士山麓電気鉄道の田野倉変電所がある。
駅舎は木造駅舎で、簡易Suica改札機を設置している。有人駅であるが、1973年（昭和48年）から業務委託駅となっている。駅舎の内部の旅客が立ち入ることの出来る部分には、待合所と窓口があるが、窓口業務は休止中。
駅舎の河口湖方の脇には倉庫とトイレがあり、トイレは改札外にあるので駅に入らずとも利用が可能である。
当駅の駅名標は他駅と同様きかんしゃトーマス仕様になっており、当駅のキャラクターはディーゼル 10。

### のりば
| 番線 | 路線        | 方向 | 行先                                 | 備考             |
| ---- | ----------- | ---- | ------------------------------------ | ---------------- |
| 1    | ■富士急行線 | 上り | 大月・東京・甲府方面                 |                  |
| 1    | ■富士急行線 | 下り | 富士山・富士急ハイランド・河口湖方面 | 通常はこのホーム |
| 2    | ■富士急行線 | 下り | 富士山・富士急ハイランド・河口湖方面 | 主に行違い時     |

駅舎側の1番線を主本線とした一線スルーとなっており、行違いがない場合は基本的に両方向とも1番線ホームに発着する。2番線は対向列車（不定期列車を含む）との行違いを行う下り列車が入線する。

## 利用状況
2021年度（令和3年度）の1日平均乗降人員は501人である。
| 1日乗降人員推移 | 1日乗降人員推移 |
| 年度            | 1日平均人数     |
| --------------- | --------------- |
| 2011年          | 638             |
| 2012年          | 671             |
| 2013年          | 628             |
| 2014年          | 655             |
| 2015年          | 621             |
| 2016年          | 629             |
| 2017年          | 631             |
| 2018年          | 571             |
| 2019年          | 592             |
| 2020年          | 472             |
| 2021年          | 501             |

## 駅周辺
- 国道139号
- 都留市立禾生第二小学校
- 田野倉簡易郵便局
- 旧尾県小学校校舎（尾県郷土資料館） - 明治初期の洋風建築。
- 中央自動車道
- オギノ 都留田野倉店
- 山梨県立リニア見学センター - 当駅からバスで5分、徒歩で25分 - 30分。

## バス路線
駅から西に約100メートル離れた国道139号沿いに富士急バス「田野倉」停留所があり、以下の各方面の路線が発着する。
- 道の駅つる、山梨県立リニア見学センター、都留市駅方面
- 大月駅方面

また、当駅から徒歩15分のところに中央自動車道の小形山バスストップがあり、高速バスが発着する。

## 隣の駅
富士山麓電気鉄道
■富士急行線
上大月駅 (FJ02) - 田野倉駅 (FJ03) - 禾生駅 (FJ04)